# Saint-Georges-sur-Eure
Saint-Georges-sur-Eure település Franciaországban, Eure-et-Loir megyében. Lakosainak száma 2728 fő (2022. január 1.). Saint-Georges-sur-Eure Saint-Luperce, Cintray, Amilly, Fontenay-sur-Eure, Nogent-sur-Eure, Chauffours, Ollé és Orrouer községekkel határos.

## Népesség
A település népessége az elmúlt években az alábbi módon változott:
| Lakosok száma | 1233 | 2039 | 2254 | 2534 | 2422 | 2635 | 2803 | 2817 | 2789 | 2728 |
|               | 1968 | 1982 | 1990 | 2006 | 2013 | 2015 | 2017 | 2019 | 2020 | 2022 |